# اوهانا
اوهانا (به انگلیسی: Uhana) یک منطقه مسکونی در استان شرقی کشور سری‌لانکا است.